# ほな・いこか
ほな・いこか（1989年8月22日 - ）は、日本のドラマー、女優、タレント。バンドゲスの極み乙女、マイクロコズムのドラムス担当。女優としての活動名義は、さとう ほなみ。佐藤 穂奈美（さとう ほなみ）名義での活動もある。
女優業のマネジメントはワタナベエンターテインメント。東京都出身。

## 略歴
ゲスの極み乙女ではドラムス・コーラス担当。アルバム『達磨林檎』（2017年5月10日発売）からは一部の曲でメインボーカルを担当するようになった。身長161cm。インディーズバンド、マイクロコズムのドラマーでもある。中学では吹奏楽部に所属していた。楽器を決める際にサックス、トランペットのオーディションを受けたが落ち、最後に残ったパーカッションを担当した。高校ではバンド活動に勤しむ。ギターにチャレンジするも、本人曰く「天才的に才能がない」ため、ドラム担当とパートチェンジをした（このバンドが現マイクロコズム）。邦楽で影響を受けたアーティストはSUPER BUTTER DOGであり、ファンクを好んで聴く。
音楽活動とは別に、10歳頃から子役として舞台に立ち、2002年頃から2004年頃にかけてのタレント活動で、小学館開催の「2002年ちゃおアイドルガールコンテスト」にて審査員特別賞を、映画『スワンズソング』のキャストオーディションではグランプリを受賞している。その後もTVや雑誌、舞台などにも出演していた。
2016年頃からは『ARTWARP』でモデルとしての活動を始め、2017年4月からはオスカープロモーションに所属し、「さとうほなみ」名義で女優やタレントとしても活動することを宣言。中学生時代に映画やドラマの出演経験があるにもかかわらず、7月20日テレビ朝日系列放送の『黒革の手帖』第1回出演に際して「女優デビュー」として宣伝された。

## 人物
「ほな・いこか」という芸名は、ゲスの極み乙女のフロントマン川谷絵音が勝手に命名し、決定後に事後報告したもので、本人は「そんなに気に入っているわけではない」と『行列のできる法律相談所』で明かしている。
音楽活動と演技活動を並行して行っているが、楽しいことだけやっていけたらいいという意味合いで「小学生ぐらいから変わっていない」「大人になれない点」と述べている。

## 出演
特記のないものはさとうほなみ名義。☆の作品は佐藤穂奈美名義。

### テレビドラマ
- 天使の歌声 〜小児病棟の奇跡〜（2002年、フジテレビ）☆[8]
- 黒革の手帖（2017年7月20日 - 9月14日、テレビ朝日） - 丸山聖華 役[13][14]
- さくらの親子丼 第6話（2017年11月11日、東海テレビ・フジテレビ系） - 九十九堂に親子丼を食べに来た女性 役[15]
- いつまでも白い羽根（2018年4月7日 - 5月26日、東海テレビ・フジテレビ系） - 遠野藤香 役[16]
- 新・浅見光彦シリーズ 「華の下にて」（2018年12月17日、TBS） - 丹野真実子 役（回想）
- 連続テレビ小説（NHK総合）
  - まんぷく 第84話 - 第88話（2019年1月11日 - 16日） - 花村奈保美 役[17]
  - ばけばけ（2025年後期放送予定） - なみ 役[18]
- ルパンの娘 第1話・第2話・第5話（2019年7月11日・18日・8月8日、フジテレビ） - 新谷香 役[2]
- シェフは名探偵 第8話（2021年7月26日、テレビ東京） - 中江梓 役[19]
- 初情事まであと1時間 第6話「浮気の理屈」（2021年8月27日、MBS / 8月26日、TBS） - 主演・智子 役[20]
- ファイトソング 第1話（2022年1月11日、TBS） - 花枝の母 役[21]
- 六本木クラス（2022年7月7日 - 9月29日、テレビ朝日） - 綾瀬りく 役[22]
- 鎌倉殿の13人 第39話 - （2022年10月16日 - 、NHK） - よもぎ 役[23]
- クロサギ 第6話（2022年11月25日、TBS） - 熊谷真紀子 役[24]
- おもかげ（2023年3月27日、NHK BS4K；2023年5月20日、BSプレミアム）- 峰子 役
- あなたがしてくれなくても（2023年4月13日 - 6月22日、フジテレビ） - 三島結衣花 役[25]
  - あなたがしてくれなくても 特別編（2023年6月29日、フジテレビ）[26]
- 藤子・F・不二雄 SF短編ドラマ『箱舟はいっぱい』（2023年6月4日、NHK BSプレミアム・NHK BS4K） - 大山の妻 役[27]
- 彼女たちの犯罪（2023年7月20日 - 9月22日、読売テレビ・日本テレビ系） - 玉名翠 役[28]
- シッコウ!!〜犬と私と執行官〜 第4話（2023年8月1日、テレビ朝日） - 山家佳菜江 役[29]
- 院内警察（2024年1月12日 - 3月22日、フジテレビ） - 尼子唯織 役[30]
- 9ボーダー 第3話（2024年5月3日、TBS） - 柚木萌香 役[31]
- 錦糸町パラダイス〜渋谷から一本〜（2024年7月13日 - 9月28日、テレビ東京） - 高橋心音 役[32]
- 無能の鷹（2024年10月11日 - 11月29日、テレビ朝日） - 鵜飼朱音 役[33]
- わたしの宝物（2024年10月17日 - 12月19日、フジテレビ） - 水木莉紗 役[34]
- こんばんは、朝山家です。（2025年7月6日 - 、朝日放送テレビ） - 則元桐子 役[35]

### 配信ドラマ
- 誰かが、見ている 第7話（2020年9月18日、Amazonプライム・ビデオ） - バーガーショップ店員 役
- 30までにとうるさくて（2022年1月13日 - 3月3日、ABEMA） - 主演・美山遥 役[36]
- 今際の国のアリス シーズン2（2022年12月）、Netflix） - コトコ 役[37]
- 六本木クラス（2023年12月16日、Amazonプライム・ビデオ）- 綾瀬りく役
- 情事と事情（2024年12月5日 - 、Lemino） - 中条彩江子 役

### 映画
- スワンズソング（2002年）☆[8]
- ここからの景（2003年） - 卯迫姿子 役☆[8]
- 花は咲くか（2018年2月24日、東映ビデオ） - オーディション参加者 役[38]
- 窮鼠はチーズの夢を見る（2020年9月11日、ファントム・フィルム） - 夏生 役[39]
- 彼女（2021年4月15日、Netflix） - 主演・篠田七恵 役（水原希子とのダブル主演）[40]
- 愛なのに（2022年2月25日、SPOTTED PRODUCTIONS） - ヒロイン・佐伯一花 役[41][42]
- Sexual Drive「麻婆豆腐」（2022年4月29日、シャイカー） - 茜 役[43]
- 恋い焦れ歌え（2022年5月27日、フューチャーコミックス・スタジオブルー） - 桐谷仁美 役[44]
- 銀平町シネマブルース（2023年2月10日、レオーネ） - 二ノ宮一果 役[45]
- 花腐し（2023年11月10日、東映ビデオ） - 桐岡祥子 役[46][47]
- 水深ゼロメートルから（2024年5月3日、SPOTTED PRODUCTIONS） - 山本 役[48]
- 天使の集まる島（2025年8月29日公開予定） - ミミ 役[49][50]

### 配信映画
- 次元大介（2023年10月13日、Amazon Prime Video） - 瑠璃 役[51]

### バラエティ
- スーパーな少女☆58（2002年 - 2004年、CS kitまんぞくクラブ〈現：エンタ!959〉） - 準レギュラー☆[8]
- DREAM MAKER TV「A-1 PROJECT」（2002年、BSフジ）☆[8]
- イッテンモノ（2018年1月24日、テレビ朝日）

### インターネットテレビ
- 原宿アベニュー（2017年7月22日 - 2017年9月2日[52]、AbemaTV） - MC[53]
- けやき坂アベニュー（2017年9月17日[54] - 2017年12月24日[55]、AbemaTV）- MC
- 私たち結婚しました（2021年7月9日 - 9月10日、AbemaTV） - カップル[56]

### 舞台
- I² （2002年、シアターV赤坂）☆[8]
- ドアを開ければいつも（2018年、テアトルBONBON）
- 虎は狐と井の中に(仮)（2019年、下北沢シアター711）
- カノン（2020年、シアターイースト）
- 剥愛（2023年、シアタートラム）
- ハザカイキ（2024年、THEATER MILANO-Z / 森ノ宮ピロティホール）[57]

### CM
- KANKO学生服（2002年）☆[8]
- ちゃお
- クラシエホームプロダクツ『ディアボーテ HIMAWARI』 - ハルカ 役 ※高橋一生と共演[58]
  - 第一話 ｢出会い｣ 篇、第二話「拾いもの」篇（2018年1月26日 - ）[59]
  - 第三話「雨の日」篇 （2018年6月1日 - ）
  - 第四話「夜のダンス」篇（2018年8月17日 - ）
  - 「店長の髪」篇、「店長のゆがみケアタイム」篇（2019年3月15日 - ）
- KINCHO
  - タンスにゴンゴン「ダニよけも」篇 （2022年10月 - ）[60]
- 金鳥「ゴキブリムエンダ―」（2024年6月 - ）

### ビデオ
- スーパーな少女☆58 vol.4（2004年、つくばテレビ）☆[8]

### ミュージックビデオ
- cune LION SEVENTEEN (2003年)

## 受賞歴
- 小学館「2002年ちゃおアイドルガールコンテスト」審査員特別賞☆[8]
- 映画「スワンズソング」キャストオーディション グランプリ受賞☆[8]
- 第33回日本映画プロフェッショナル大賞 新進女優賞（2024年） - 『花腐し』[61]